# Glenniea philippinensis
Glenniea philippinensis là một loài thực vật có hoa trong họ Bồ hòn. Loài này được (Radlk.) Leenh. mô tả khoa học đầu tiên năm 1975.